# Mateusz Burdach
Mateusz Burdach (ur. 13 lutego 1991 w Toruniu) – polski aktor teatralny, telewizyjny i filmowy oraz wokalista.

## Biografia
W 2015 ukończył studia na Wydziale Wokalno - Aktorskim Akademii Muzycznej im. Stanisława Moniuszki w Gdańsku. Od 2020 jest absolwentem Akademii Teatralnej im. Aleksandra Zelwerowicza w Warszawie.
Debiutował w 2011 roku na deskach Teatru Miejskiego w Gdyni, w spektaklu „Słodkie lata 20, 30...”, w reżyserii Jana Szurmieja. Rozpoznawalność przyniosły mu role w serialach obyczajowych Barwy szczęścia i Na Wspólnej.

## Filmografia
- 2021: Cień – jako Mateusz Bielik (odc. 12)
- 2021: Komisarz Alex – jako recepcjonista Sławek Wyganowski (odc. 201)
- 2021: Leśniczówka – jako mężczyzna (odc. 327)
- od 2021: Na Wspólnej – jako Kostek
- od 2020: Barwy szczęścia – jako Sergiusz
- 2020: Jak zostać gwiazdą – jako Mateusz
- 2020: Pewnego razu w ogródkach działkowych – jako operator kamery
- 2020: Przyjaciółki – jako stylista (odc. 183)
- 2020: Szadź – jako Marcin Prawicki, chłopak Ewy (odc. 1–4)
- 2019: Na dobre i na złe – Piotrek (odc. 760)
- 2019: Wojenne dziewczyny – jako radiotelegrafista Janek
- 2018–2020: Korona królów – jako Bogdan
- 2018: Na Wspólnej – jako Czyżu (odc. 2653, 2658)
- 2017: Belle Epoque – jako chłopak w laboratorium (odc. 210)
- 2017: Niania w wielkim mieście – jako chłopak uderzony w krocze (odc. 1)
- 2017: Druga szansa – jako scenarzysta (odc. 2)

### Polski dubbing
- 2018: Piotruś Królik – jako:
  - Rudzielec
  - Bannerman
- Emotki. Film
- Pierwsza Gwiazdka